# Zieleniak
Zieleniak – wieżowiec w centrum Gdańska przy ul. Wały Piastowskie, zbudowany w latach 1965–1971 dla Centralnego Ośrodka Konstrukcyjno-Badawczego Przemysłu Okrętowego.

## Historia

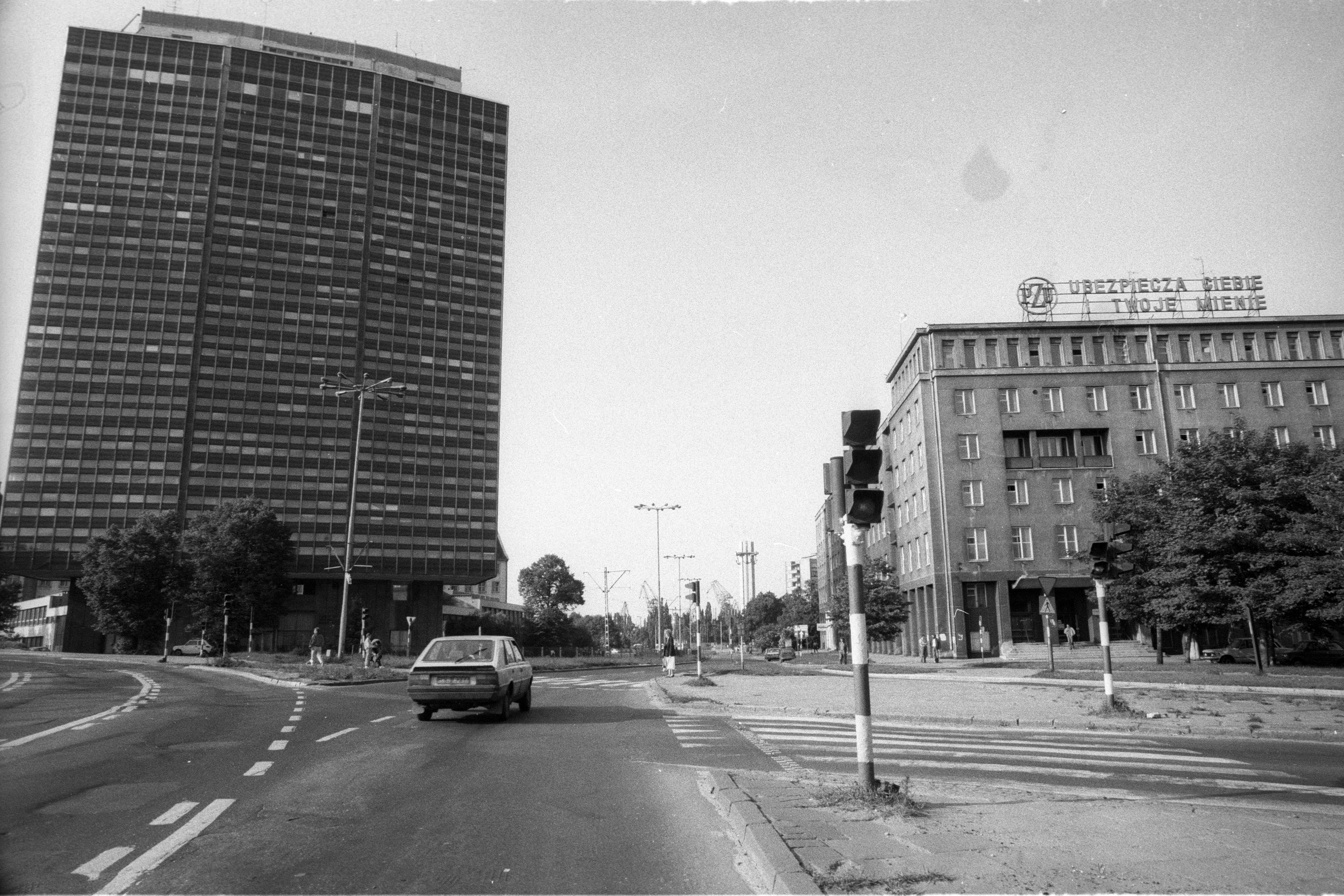
Zieleniak, 1990

Wznosząc „Zieleniaka” z użyciem szwedzkiej, kosztownej technologii, postawiono najpierw dwa filary, które połączono następnie piętrami. Powstawały one, w odróżnieniu od innych konstrukcji, od najwyższych kondygnacji do najniższych. Po ukończeniu wieżowca oba filary przekształcono w klatki schodowe. Jest to jak dotąd jedyna taka konstrukcja w kraju. Budynek zalicza się do tzw. trzonolinowców.
Zgodnie z ówcześnie panującą tendencją w urbanistyce budynek stanowił „akcent wysokościowy” w mieście. Nazwę zawdzięcza kolorowi swojej elewacji. Od początku właścicielem budynku jest Centrum Techniki Okrętowej S.A., które stworzyło we wnętrzu Centrum Biznesu „Zieleniak”, w którym biura ma wiele przedsiębiorstw. Na najwyższym piętrze mieści się punkt widokowy z restauracją. Niższe piętra mieszczą biura klasy B. Biura zajmują 13 500 m² powierzchni, natomiast powierzchni u podnóża budynku jest ok. 5000 m².
Budynek wpisany jest do gminnej ewidencji zabytków.